# Вернхард II фон Леонберг
Вернхард II фон Леонберг (на немски: Wernhard II von Leonberg; Wernhard II von Leonsberg; † 1283/1284) е от 1269 г. граф на Леонберг в Бавария, рицар на Тевтонския орден в Гангкофен.

## Биография
Той е син на Вернхард I фон Леонберг († 1257) и съпругата му фон Халс, дъщеря на Алрам IV фон Халс († 1246). Внук е на граф Бернгер/Беренгер I фон Алтендорф († 1231), който през 1210 г. е издигнат от баварския херцог Лудвиг I на „граф на Леонберг“. Правнук на граф Хайнрих I/II фон Алтендорф-Шварцах († 1194) и Берта фон Зулцбах († сл. 1200), дъщеря на граф Гебхард III фон Зулцбах († 1188) и Матилда Баварска († 1183).
Според документ от 9 август 1279 г. граф Вернхард II фон Леонберг подарява на Тевтонския орден патронското право над църквата в днешната част Хайлигенщат на Гангкофен (днес поклонническата църква Св. Салватор) и така основава самостоятелен „коменд“ на ордена в Гангкофен.
Вернхард II фон Леонберг умира между 1283 и 1284 г. и е погребан в Гангкофен, Ротал-Ин, Бавария.

## Фамилия
Вернхард II фон Леонберг се жени за Елизабет фон Шаунберг († сл. 1258), дъщеря на Вернхарт II фон Шаунберг-Обернберг († 1266/1267) и Хедвиг фон Ваксенберг-Гризбах († 1264), дъщеря на Хайнрих фон Ваксенберг-Гризбах († 1221) и Хедвиг фон Васербург († 1228). Те имат децата:
- Бернгер II фон Леонберг и Леонсберг († 26 април 1296), граф на Леонберг и Леонсберг 1275/1296, женен за Агнес († 1296/14 май 1315)
- Вернхард III фон Леонсберг († сл. 1 ноември 1323), 1284 граф на Леонсберг и домхер в Регенсбург, 1291 граф на Леонберг
- Хайнрих VI фон Леонберг († сл. 16 октомври 1308/3 март 1316), 1295 граф на Леонберг
- Кунигунда фон Леонберг († сл. 1313), 1313, приорин на манастир Петендорф (1262 – 1274)
- Агнес фон Леонберг († сл. 1291), омъжена за Улрих I фон Абенсберг и фон Щайн, фогт на Рор († сл. 1300), син на Алтман II фон Абенсберг († сл. 1241) и съпругата му фон Щайн († сл. 1225).